# Intercosmos 24
Intercosmos 24 fue el nombre de un satélite artificial soviético construido con el bus AUOS y lanzado bajo el programa Intercosmos de cooperación internacional el 28 de septiembre de 1989 desde el cosmódromo de Plesetsk mediante un cohete Tsiklon. En el satélite colaboraron Bulgaria, Checoslovaquia, la República Democrática de Alemania, Hungría, Polonia y Rumanía. La misión fue sólo un éxito parcial.

## Objetivos
La misión de Intercosmos 24 consistió en estudiar las propiedades de radiación de las antenas de bucle en un entorno de plasma, la estructura espacial de los campos eléctrico y magnético y los efectos no lineales y la propagación en el entorno de la nave y la propagación de transmisiones en VLF desde estaciones en tierra.

## Características
Intercosmos 24 se estabilizaba en los tres ejes y disponía de un mástil de 14 metros para proporcionar estabilidad en el eje vertical; los otros dos ejes se estabilizaban mediante un sistema de control a reacción. La estabilización aseguraba que el plano de la antena de bucle, alimentada por un transmisor de 10 kHz y 10 kW de potencia, permaneciese en el plano orbital. El satélite disponía de una grabadora con una capacidad de 60 Mb y llevaba dos baterías separadas, recargadas mediante paneles solares: una para el transmisor VLF de alta potencia y la otra para el resto de instrumentos. La batería dedicada al transmisor VLF era recargada durante varias horas antes de ser usada durante las sesiones de transmisión de varios minutos de duración. El otro experimento principal de la nave era el de las múltiples liberaciones de gas xenón para estudiar la velocidad crítica de ionización.
Intercosmos 24 también soltó un subsatélite checoslovaco, el Magion 2, que se mantuvo relativamente cercano al satélite principal.
La misión principal del satélite no pudo llevarse a cabo debido al despliegue incorrecto de la antena de bucle de VLF, que produjo que la potencia de las emisiones no pasase de 50 vatios.